# Astragalus moupinensis
Astragalus moupinensis är en ärtväxtart som beskrevs av Adrien René Franchet. Astragalus moupinensis ingår i släktet vedlar, och familjen ärtväxter. Inga underarter finns listade i Catalogue of Life.